# Мириси, злато и тамјан (роман)
Мириси, злато и тамјан је роман хрватског књижевника Слободана Новака, објављен 1968. године. За овај роман Новак је добио престижну НИН-ову награду за роман године. Роман Мириси, злато и тамјан из 1968. године редовно се наводи као један од најбољих романа хрватске књижевности уопште, а посебно као пример егзистенцијалистичке књижевности.

## О роману
Роман Мириси, злато и тамјан редовно се наводи као један од најбољих романа хрватске књижевности уопште, а посебно као пример егзистенцијалистичке књижевности. Написан је у облику монолога главног јунака Малога који су обележени његовим обрачуном са разним идеологијама - комунистичком, која представља друштвену утопију будућности и католичком, везаном уз утопијска сећања на детињство. Роман је богат значењима. У њему се преплећу стварни живот и легенда, митско и реално, атеизам и хипетрофирана религиозност. То је књига о разочарењу у свет и људе, о човеку који је изгубио све илузије и смисао живота.
Године 2005. Слободан Новак је објавио роман Пристајање, својеврстан наставак Мириса, злата и тамјана, у ком главни јунак у монолошкој форми износи догађаје везане уз распад Југославије и почетак рата на свом острву.

### Радња романа
Главни јунак романа је средовечни интелектуалац Мали, иначе бивши партизан и ратни инвалид. У градићу на неименованом оструву он и његова супруга Драга већ годинама негују болесну старицу Мадону, некадашњу велепоседницу и власницу већине острва, коју је развластио комунистички режим. Напорна брига за Мадону постаје једини смисао испразног живота Малог и Драге.

## НИН-ова награда
Године 1968. у ужем избору за НИН-ову награду нашли су се:
- Мириси, злато и тамјан Слободана Новака,
- Мемоари Пере Богаља Слободана Селенића и
- Кад су цветале тикве Драгослава Михаиловића.

Жири у саставу Велибор Глигорић (председник), Милош И. Бандић, Борислав Михајловић Михиз, Зоран Мишић, Мухарем Первић, Ели Финци и Петар Џаџић своју одлуку о победнику донео је већином гласова.

## Драматизација
Роман Мириси, злато, тамјан за позоришно извођење режирао је хрватски режисер и сценариста Божидар Виолић. Представа је у загребачком Театру ИТД доживела две стотине извођења.

## Екранизација
Према овом роману хрватски филмски режисер и сценариста Анте Бабаја снимио је 1971. године истоимени филм.